# Kalimero
Kalimero (カリメロ) je bila italijansko-japonska risanka o prikupnem piščančku; edinemu črnemu v družini rumenih piščancev. Na glavi nosi polovico jajčne lupine. Kalimero je prvič bil prikazan na Italijanskem televizijskem šovu Carosello 14. julija 1963 in je kmalu postal priljubljena risana ikona v Italiji. Znan je bil po izreku »To je krivica, zares!«.